# Банги (остров)
Банги (малайск. Pulau Banggi) — остров в области Кудат штата Сабах, Малайзия.
Расположен вблизи северо-восточной оконечности острова Калимантан. В 5 км к западу от Банги находится остров Баламбанган, а в 15 км к юго-востоку от него — остров Малавали. Площадь Банги составляет 440,7 км². Наивысшая точка острова — 533 м над уровнем моря. Население Банги по данным на 2003 год насчитывает 20 000 человек. Крупнейший населённый пункт — Лимбуак.